# Albert Krause
Albert Krause (* 1. Dezember 1925 in Halle/Saale; † 5. Juli 2012 ebenda) war ein deutscher Industrie-Designer und Hochschullehrer.

## Leben und Werk
Krause war der Sohn eines Hallenser Kaufmanns. Er besuchte bis zum Notabitur 1943 das Stadtgymnasium Halle. Danach wurde er zum Reichsarbeitsdienst in Polen eingezogen und nahm ab 1943 als Soldat der Wehrmacht in der Sowjetunion am Zweiten Weltkrieg teil. Nach einer schweren Verwundung war er als US-amerikanischer Kriegsgefangener in einem Lazarett.
Krause hatte den Wunsch Architekt zu werden. Nach der Entlassung aus der Kriegsgefangenschaft begann er zur Vorbereitung darauf in Halle eine Lehre als Maurer, die er aber wegen der Folgen seiner Kriegsverletzung abbrach. Daneben besuchte er 1945/1946 einen Abiturlehrgang an den Franckeschen Stiftungen Halle.
Im August 1945 fing er in Halle ein Studium an der Meisterschule für das gestaltende Handwerk (ab 1946 Burg Giebichenstein – Kunstschule und Werkstätten der Stadt Halle) an, erst bei Gustav Weidanz, dann bei Karl Müller. 1946 lernte er dort Eva Bennewiz (1926–2018) kennen, die bei Lili Schultz eine Ausbildung zur Goldschmiedin und Emailleurin machte. Aus der 1952 geschlossenen Ehe gingen drei Kinder hervor: Stefan Krause (* 1955), Wieland Krause und Elisabeth (* 1967).
1950 bestand Krause an der Burg die Gehilfenprüfung als Gürtler und Silberschmied. Wegen einer Tuberkulose-Erkrankung musste er das Studium 1950 abbrechen. Von 1950 bis 1953 war Krause als Formgestalter einer der ersten Mitarbeiter von Mart Stam und Marianne Brandt am neugegründeten Institut für Industrielle Gestaltung in Berlin (ab 1952 Institut für angewandte Kunst). Krause schrieb später dazu: „Das war für mich ein sehr interessanter und besonders wichtiger Bildungsschritt.“ Mit Marianne Brandt blieb er bis zu ihrem Ableben befreundet.
Von 1952 bis 1954 war Krause wegen einer Lungentuberkulose arbeitsunfähig. Er studierte aber extern und direkt bei Müller und erhielt 1955 bei Stam das Diplom als Werkkünstler Metallgestaltung.
Von 1954 bis 1956 hatte Krause einen Lehrauftrag für Techniken der Metallgestaltung am Institut für künstlerische Werkgestaltung der Hochschule für bildende und angewandte Kunst Berlin – Halle/Saale – Burg Giebichenstein (ab 1958 Hochschule für industrielle Formgestaltung Halle – Burg Giebichenstein HIF). 1954 bis 1957 war er dort Assistent, dann Oberassistent von Müller. Er war maßgeblich an der Vorbereitung des Entwicklungsinstituts für technische Formgestaltung beteiligt, aus dem später die beiden Sektionen Formgestaltung hervorging. 1963 erhielt er das Diplom als Industrieformgestalter. Ab 1965 hatte er eine Dozentur am Fachbereich Produkt- und Umweltgestaltung. 1966 baute er das Fernstudium Arbeitsmittelgestaltung auf, und ab 1985 war er Leiter des Fachbereichs Fernstudium.
1962/1963 und 1977/1978 war Krause in Dresden auf der Fünften Deutschen Kunstausstellung und der VIII. Kunstausstellung der DDR vertreten.
1988 wurde ihm eine außerplanmäßige Professur in Aussicht gestellt. Diese kam jedoch infolge der Veränderungen nach der deutschen Wiedervereinigung nicht zustande, und 1990 wurde Krause pensioniert.
Von Krause designete Konsumgüter gingen in der DDR in die serienmäßige Produktion. Dabei legte Krause, wie die meisten Designer der DDR, und wie er es von Mart Stam gelernt hatte, besonderen Wert auf Gebrauchstauglichkeit, lange Haltbarkeit und geringe Produktionskosten. Zu einem von ihm 1960 designten Papierkorb aus Polyethylen kann man lesen: „… war ein ansehnliches Ding und hatte den Vorzug, dass man sah, ob etwas darin lag. Dieser Korb war leicht und in der Herstellung billig. Darauf kommt es heute nicht mehr an.“
Krause war bis 1990 Mitglied des Verbands Bildender Künstler der DDR.

## Von Krause designete Produkte (Auswahl)
- Kofferradio Puck (1951; produziert vom VEB Funkwerk Halle)[2]
- Tabletts und Schalen aus Kunststoff (1959, produziert vom VEB Plasta Preßwerk Auma)[3]

## Postume Ausstellungen (mutmaßlich unvollständig)
- 2021/2022: Dresden, Kunsthalle im Lipsiusbau („Deutsches Design 1949 – 1989. Zwei Länder, eine Geschichte.“)